# Aveleda (Bragança)
Aveleda is een plaats (freguesia) in de Portugese gemeente Bragança en telt 253 inwoners (2001).